# 단면 (올다발)

R^{2}의 벡터장. 접다발의 단면은 벡터장이다.

위상수학에서 단면(斷面, 영어: section 섹션[*])은 공간 위의 함수의 개념을 올다발에 대하여 일반화시킨 개념이다. 즉, 대략 올다발의 올 속에 값을 갖는 사상이다.

## 정의
올다발 {\displaystyle \pi \colon E\to X}의 단면은 다음 조건을 만족시키는 연속 함수 {\displaystyle s\colon X\to E}이다.
{\displaystyle \pi \circ s=\operatorname {id} _{X}}
즉, 모든 {\displaystyle x\in X}에 대하여 {\displaystyle f(x)\in \pi ^{-1}(x)}이다.
만약 {\displaystyle \pi }가 매끄러운 올다발일 경우 (즉, {\displaystyle E}와 {\displaystyle X}가 매끄러운 다양체이며 {\displaystyle \pi }가 매끄러운 함수일 경우), {\displaystyle E}의 매끄러운 단면(영어: smooth section)은 매끄러운 함수인 단면이다.

## 예
만약 올다발 {\displaystyle E}가 자명 다발 {\displaystyle E=X\times Y}라면, 단면은 {\displaystyle Y}로 가는 연속 함수 {\displaystyle f\colon X\to Y}가 된다. 즉, 단면은 공역이 점에 따라 달라지는, 함수의 일반화이다.
다양체의 접다발의 단면은 벡터장이라고 한다.

## 같이 보기
- 올뭉치
- 게이지 이론 (수학)
- 주다발
- 당김 올다발
- 벡터 다발